# Ruscino
Ruscino was in de oudheid een oppidum van Iberische en Gallische volken en daarna een Romeinse stad. De archeologische site ligt ongeveer 2 km ten oosten van de moderne stad Perpignan. De naam Rousillon is afgeleid van deze stad.

## Geschiedenis
Het oppidum van Ruscino werd gebouwd op een hoogte boven de vallei van de Têt. De plaats was al bewoond in de 7e eeuw v.C. en rond 575 v.C. deed Etruskisch en Grieks aardewerk zijn intrede. Het werd de hoofdstad van de Sordones, een Iberische stam die leefde in de vlakte van Rousillon.
De Romeinen, die de streek militair veroverden in 121 v.C., maakten van Ruscino een administratief centrum ten koste van Illiberis (Elne). De Via Domitia tussen Italië en Spanje liep door de stad. Pas rond het begin van onze jaartelling begon de stad in Gallia Narbonensis te romaniseren. Onder keizer Augustus werd er een forum gebouwd en later tijdens de 1e eeuw een residentiële wijk met huizen naar het klassieke plan van een domus. Het forum werd al ontmanteld tegen het einde van de 1e eeuw. De Romeinse stad werd bijna volledig vernield en het Romeins machtscentrum verplaatste zich terug naar Elne, dat in 337 werd hernoemd in Castrum Helenae. Maar Ruscino herleefde onder de Visigoten. Ook na de islamitische verovering bleef het een belangrijke halteplaats voor militaire campagnes naar het noorden.
Onder de Karolingen verschoof het centrum van bewoning naar een meer westelijke heuvel waar de stad Perpignan ontstond. Ruscino werd Château-Roussillon, een gehucht rond een burcht en een 11e-eeuwse kapel. In de 13e eeuw werd hier nog een signaaltoren gebouwd. Ruscino gaf wel zijn naam aan de ganse streek Rousillon.

## Archeologie
Het forum werd ontdekt aan het begin van de 20e eeuw en werd vanaf 1975 volledig blootgelegd. Er werden resten gevonden van een basilica en daartegenover een overdekte galerij met winkelpanden. Op de area, het centrale plein, stonden twee ruiterstandbeelden (waarschijnlijk in het kader van de keizercultus) waarvan de sokkels zijn teruggevonden.

## Galerij

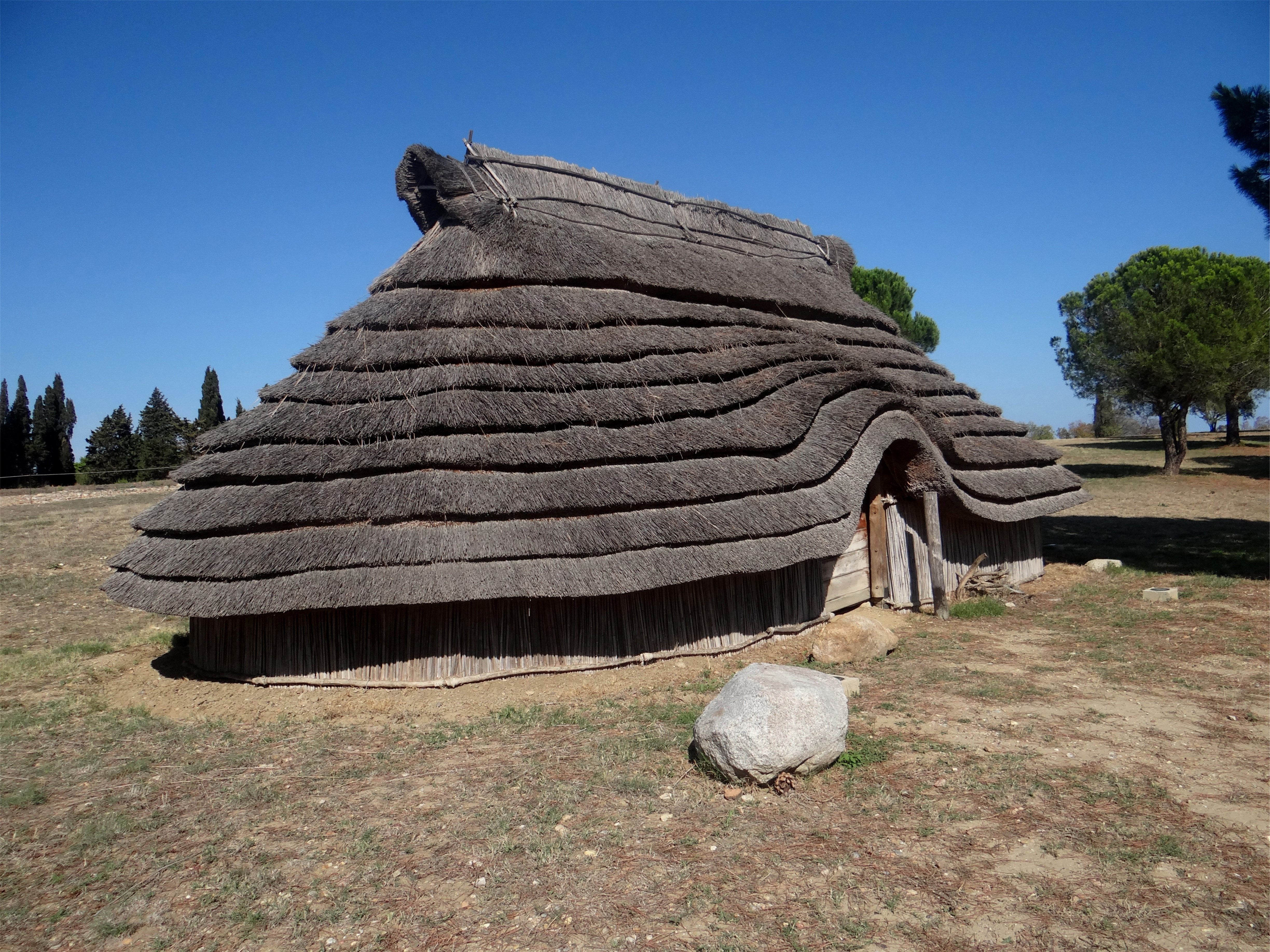
Reconstructie van een gebouw uit de IJzertijd
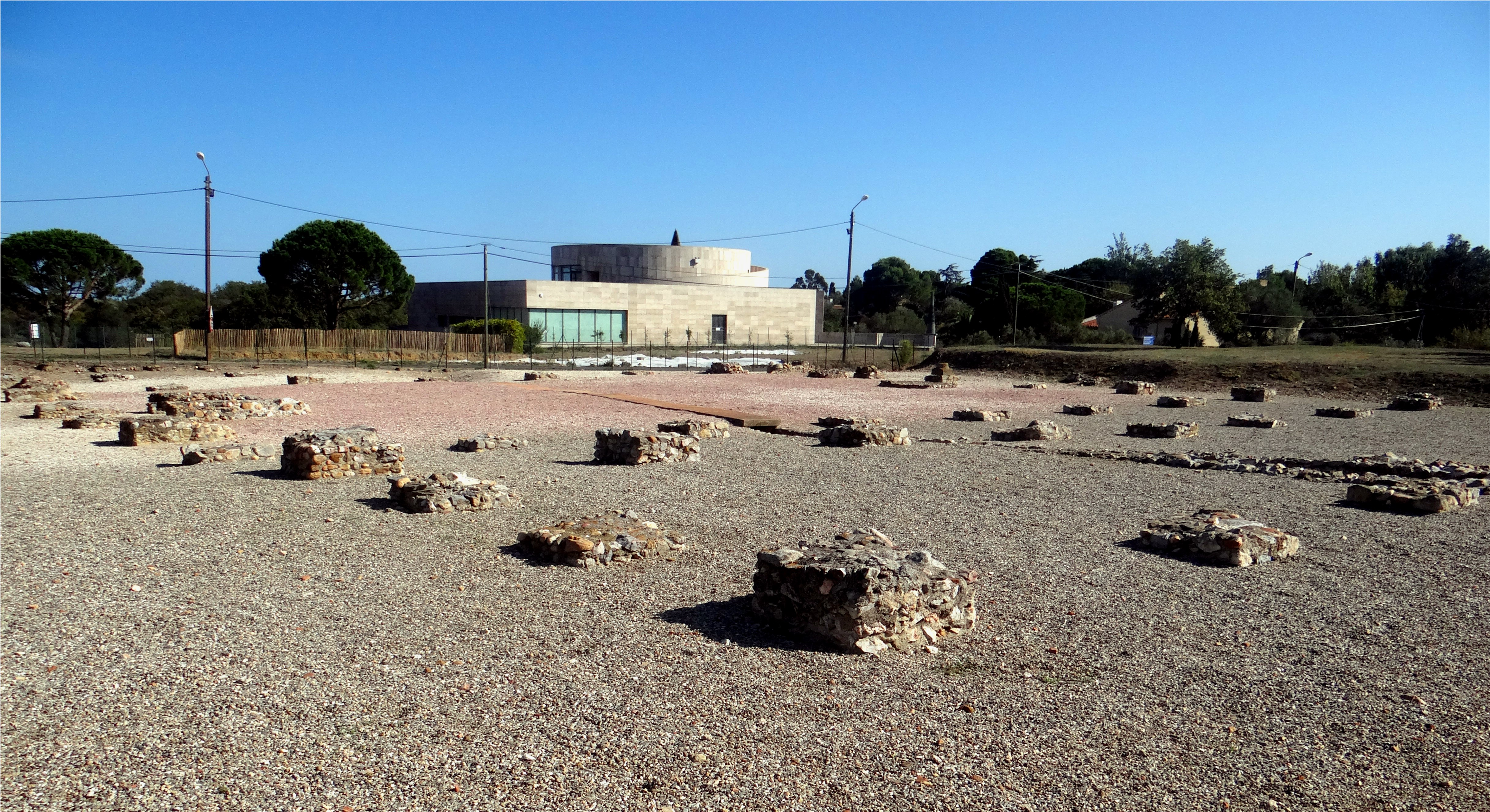
Het Romeinse forum
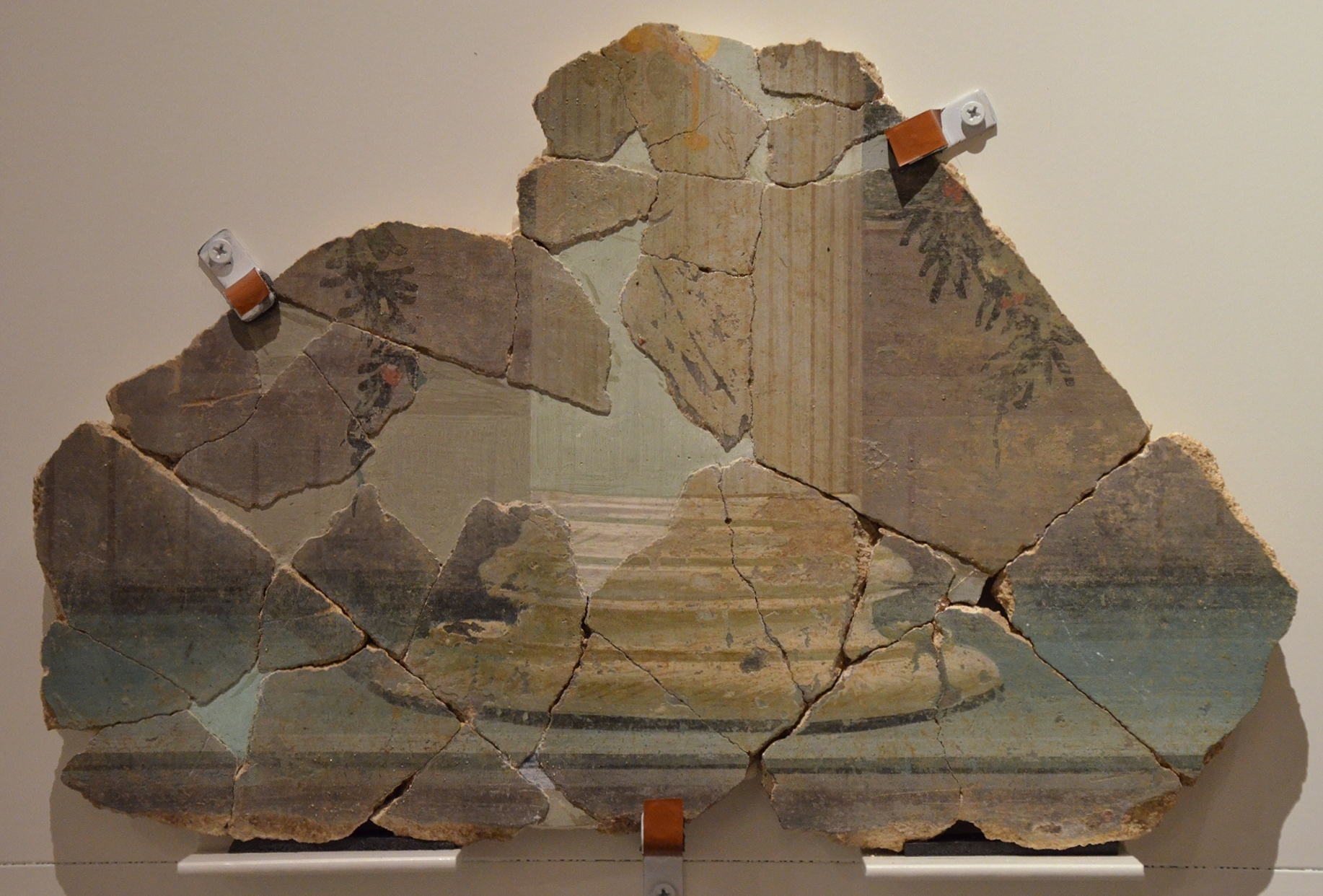
Fragment van een fresco (Musée Saint-Raymond in Toulouse)
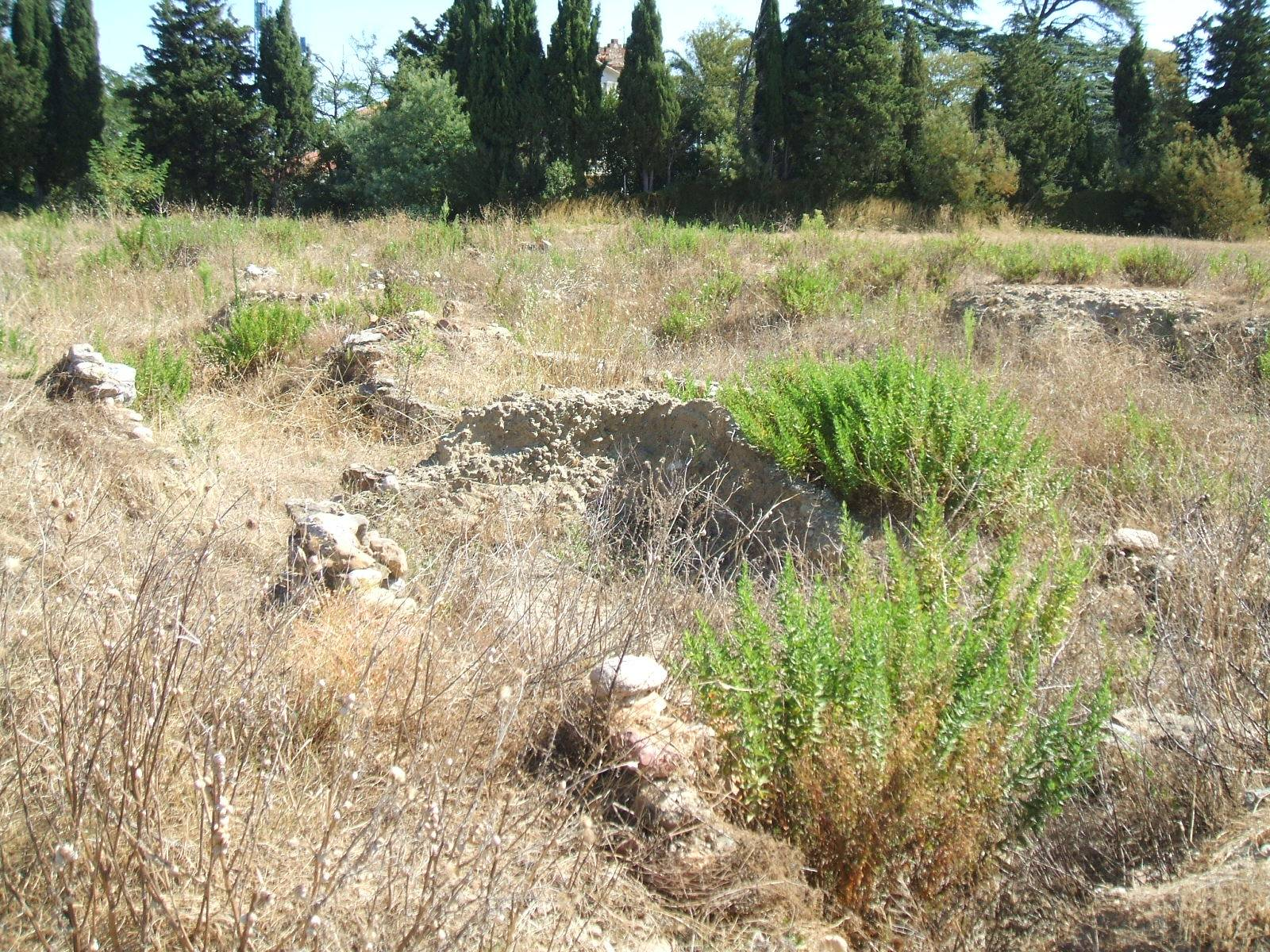
Resten van Romeinse huizen